# Érosion de la base d'imposition et transfert des bénéfices
Pour les articles homonymes, voir BEPS.
 (novembre 2017).
Si vous disposez d'ouvrages ou d'articles de référence ou si vous connaissez des sites web de qualité traitant du thème abordé ici, merci de compléter l'article en donnant les références utiles à sa vérifiabilité et en les liant à la section « Notes et références ».
L’érosion de la base d'imposition et transfert des bénéfices (BEPS), (de l’anglais: base erosion and profit shifting) désigne l'exploitation, par des entreprises multinationales, des écarts et des inadéquations entre les systèmes fiscaux des différents pays. Récemment, les institutions internationales comme l'OCDE et le G20 proposent des mesures pour contrer ce phénomène qui aboutit, en 2021, à la proposition d'un taux d'imposition minimum mondial.

## Contexte
Ces dernières années, les entreprises multinationales peuvent exploiter des disparités fiscales entre les systèmes nationaux et des niches fiscales que les États ont confectionnées, à des fins de concurrence entre elles, pour échapper à l’impôt. 
En général, l’impôt des sociétés est taxé au niveau national. Alors, pour les entreprises multinationales qui se livrent à des activités transfrontières, le revenu peut être prélevé par plusieurs pays, c’est-à-dire que les entreprises subissent une double imposition. 
Toutefois, c’est aussi les interactions transnationales qui ouvrent des brèches dont les sociétés peuvent profiter pour diminuer leurs charges fiscales, voire arriver à une double non-imposition. En effet, les transactions intra-groupes peuvent être conçues afin que les profits soient imposés dans des pays à bas niveau de taxation et que les dépenses soient déductibles là où le taux d’imposition est élevé, quel que soit le pays où les activités économiques sont réalisées. 
Plus précisément, les trois façons les plus populaires de transférer les bénéfices sont la manipulation du prix de transfert, l’allocation des actifs incorporels et la manipulation du niveau de la dette intérieure et extérieure. 
Les révélations sur l’évasion fiscale se sont multipliées depuis quelques années. Les scandales comme Luxleaks, Panama Papers et les Paradise Papers soulignent l’importance des pratiques d’optimisation fiscale de certains auteurs économiques. Par ailleurs, il y a de nombreuses enquêtes sur la planification fiscale agressive par les entreprises multinationales, telles que Google, IKEA, Mittal, Starbucks, Amazon, et Apple. 

### Incidences de l’optimisation fiscales par les entreprises multinationales
Premièrement, les stratégies du BEPS nuisent aux budgets publics. À cause des pratiques liées au BEPS, la perte annuelle est estimée entre 100 et 240 milliards de dollars US, l’équivalent de 4 à 10 % de recettes provenant des impôts sur les sociétés.
Deuxièmement, lorsque l’État du pays dans lequel les revenus sont réellement générés ne reçoit pas d'impôts en raison du transfert de bénéfices, le BEPS menace l’égalité fiscale internationale.
Troisièmement, le BEPS fausse la concurrence. Les pratiques fiscales dommageables abaissent le taux d’imposition effective pour les grandes entreprises multinationales de 4 % à 8,5 % en moyenne par rapport aux sociétés qui exploitent à l’échelle nationale[réf. souhaitée]. 
Enfin, le BEPS peut conduire à des investissements inefficaces parce que les investisseurs prennent des décisions basées sur le rendement après impôts, plutôt que basées sur du rendement global.

## Plans d'action du G20 et de l'OCDE
Le projet BEPS, lancé par le G20 en 2012 et mis en œuvre par l’OCDE, vise à faire échec aux stratégies d’optimisation fiscale mises au point par certaines entreprises qui tirent profit de l’absence d’harmonisation fiscale à l’échelle internationale. Ces dernières en profitent pour transférer artificiellement leurs profits vers des États dont le taux d'impôt sur les sociétés est très faible voire nul, diminuant ainsi fortement les recettes fiscales des États. Cette optimisation est préjudiciable aux États et particulièrement aux États émergents qui sont tributaires des recettes fiscales provenant de l’imposition des entreprises multinationales.
Le projet BEPS se compose de quinze actions (adoptées lors du sommet qui s’est tenu à Antalya les 15 et 16 novembre 2015) qui visent à fournir aux gouvernements les moyens de faire échec à l’optimisation fiscale ; l’action 15 consiste en la mise au point d’une convention multilatérale à cette fin.
En juillet 2021, un accord entre 130 pays est adopté sur la réforme de la fiscalité internationale. Le premier pilier porte sur la réattribution partielle des droits d’imposition des plus grandes multinationales aux juridictions où les bénéfices sont réalisés. Le second pilier concerne le niveau minimum de 15 % d’imposition des bénéfices des entreprises multinationales,.

### Lancement
Il ne fait aucun doute que ce phénomène de l'évasion fiscale constitue un problème actuel et urgent, pour un certain nombre de pays ou territoires. Dès lors, encouragée par le G20, l’OCDE a lancé un travail comprenant 15 actions pour lutter contre le l'évasion fiscale en 2013. À la suite de nombreuses consultations avec des gouvernements, des entreprises et d’autres acteurs économiques, l’OCDE a livré le détail de ces 15 actions et le paquet final a été approuvé par les ministres des Finances du G20 en octobre 2015, au cours de la réunion à Lima, au Pérou.

### Objectifs
En premier lieu, l’objectif principal du projet BEPS est de lutter contre la double non-imposition à cause des failles et des disparités entre les règles fiscales nationales et internationales, tout en empêchant la double imposition et en garantissant la souveraineté fiscale des pays. En effet, une fois mises en œuvre, les mesures prévues devraient réaligner l’imposition sur la substance économique et la création de valeur, c’est-à-dire veiller à une imposition plus proche du lieu où les profits sont générés. Ainsi, une ou plusieurs mesures seront efficaces et permettront aux États d’imposer le revenu une fois et une seule. Quant à la souveraineté des pays, les travaux dans le projet BEPS rétablissent et renforcent les droits d’imposition souverains en permettant aux États de prélever les bénéfices générés par les activités économiques menées sur leur territoire.
De plus, les 15 actions du projet BEPS amélioreront la cohérence des règles fiscales au niveau mondial et la transparence de l’environnement fiscal. 

### Mise en œuvre
Les mesures de lutte contre le BEPS, établies par l’OCDE et le G20, sont des instruments juridiques à caractère non impératif, c’est-à-dire que les pays qui les ont adoptés par consensus les mettent en œuvre volontairement. En outre, il faut veiller à ce que l’application de l’ensemble de mesures soit efficace et cohérente. Dès lors, le Groupe de travail sur le développement du G20, l’OCDE, les Nations unies, le Fonds monétaire international et le Groupe de la Banque mondiale, ainsi que des organisations fiscales régionales en coopération avec des pays en développement, non seulement développent les outils nécessaires, mais encore fournissent l’aide au renforcement des capacités des pays en matière d’application et de suivi des mesures.  
Certaines mesures sont immédiatement en vigueur, comme les révisions sur les prix de transfert. D’autres nécessitent de modifier les conventions fiscales bilatérales, ce qui sera effectué dans le cadre de la négociation de l’instrument multilatéral visé par l’action 15. Finalement, d’autres mesures devront être transposées dans le droit interne.
Dans l’Union européenne, la directive du 14 décembre 2022 visant à assurer un niveau minimum d’imposition mondial pour les groupes d’entreprises multinationales et les groupes nationaux de grande envergure dans l’Union met en œuvre le pilier 2 des règles OCDE de 2021 sur l’imposition minimale de 15 % des grandes entreprises.
En France, la directive est transposée dans le projet de loi de finances pour 2024,.

## Institutions

### OCDE
Puisque les entreprises internationales profitent bien des disparités entre les systèmes fiscaux nationaux pour mettre en place les pratiques de BEPS, lutte contre les stratégies de BEPS n'est sans doute efficace que s’il y a une coopération à l’échelle internationale. L’OCDE fournit une approche coordonnée, non seulement pour faciliter et renforcer les mesures fiscales au niveau national mais également pour résoudre l’évasion fiscale au niveau international.  

### G20
En apportant un soutien constant et résolu depuis le lancement du projet BEPS, le G20 joue un rôle essentiel pour pouvoir aboutir à un consensus sur d’importantes réformes à l’échelle mondiale et garantir l’application des règles du jeu identique ainsi que pour empêcher l’adoption de normes disparates. De plus, tous les pays du G20 ont participé, sur un pied d’égalité à l’avancement des travaux. Des pays du G20 non membres de l’OCDE ont le statut d’Associés au projet BEPS et participent d’égal à égal au processus de prise de décision, tant au niveau du Comité des affaires fiscales que de ses organes subsidiaires chargés des travaux techniques. En outre, d’autres pays et parties prenantes ont pris part à un dialogue permanent et fructueux tout au long de ce processus.

### Pays en développement
Le phénomène du BEPS fait peser un risque réel sur les pays en voie de développement, du fait que les recettes budgétaires de ces États reposent en grande partie sur l’imposition des sociétés. En plus, la coopération avec les pays en voie de développement est nécessaire pour garantir la réussite du projet BEPS, compte tenu de la présence globale des entreprises internationales. Dès lors, le cadre inclusif est introduit pour engager plus de 100 pays et juridictions, parmi lesquels plus de 80 ne font partie ni de l’OCDE ni du G20, à mettre en place des mesures issues du Projet BEPS, en lien avec des conventions fiscales. De nombreux pays en développement ont déjà rejoint le cadre inclusif inauguré à Kyoto en juin 2016. La participation de ces derniers rend la lutte contre le BEPS plus universelle. 